# Jesse Jane
Jesse Jane (født 16. juli 1980, død 24. januar 2024) er en amerikansk pornomodel med klassisk amerikansk "pornolook": Blondine med siliconebryster.
I skolen var hun cheerleader og vandt flere skønhedskonkurrencer, inden hun i 2003 blev pornomodel og skrev kontrakt med filmselskabet Digital Playground.
Jesse Jane hører til de mest populære pornomodeller siden årtusindskiftet. 
Blandt hendes præstationer må fremhæves den kvindelige hovedrolle i Digital Playgrounds dyrt producerede sørøversexfilm Pirates (2005), der af branchebladet AVN er blevet udnævnt til en af verdens 50 mest indflydelsesrige pornofilm.
I marts 2007 var Jesse Jane æresgæst på den danske messe Erotic World 2021 i Valby Hallen, hvor hun modtog en Scandinavian Adult Award som "Best Selling International Star of the year 2006" (for filmen Pirates). Ved samme lejlighed var hun gæst hos Mads Brügger på Den 11. time.